# Велики крст Гвозденог крста
Велики крст Гвозденог крста (њем. Großkreuz des Eisernen Kreuzes) био је одликовање намијењено побједничким генералима Пруске војске и њеним савезницима. Била је то друга највише класа Гвозденог крста, послије Звијезде Великог крста Гвозденог крста, која је додијељена само два пута. Заједно са Гвозденим крстом 1. и 2. класе, Велики крст је основан 10. марта 1813. током Наполеонових ратова. Обновљен је због Француско-пруског рата 1870. и поново због Првог свјетског рата 1914. године. Када је Адолф Хитлер 1939. обновио Гвоздени крст као њемачко (а не строго пруско) одликовање, обновио је и Велики крст.
Велики крст Гвозденог крста био је двоструко већи од Гвозденог крста и носио се са врпцом око врата. Каснији Витешки крст Гвозденог крста, установљен 1939, такође се носио око врата; био је мањи од Великог крста, а већи од Гвозденог крста.

## Велики крст 1813.
Пет особа је примило Велики крст Гвозденог крста 1813. за акције током Наполеонових ратова:
- Гебхард Леберехт фон Блихер, командант пруских снага у бици код Ватерлоа, касније одликован и  Звијездом Великог крста Гвозденог крста
- Фридрих Вилхелм Фрајхер фон Билов
- пријестолонасљедник Карл Јуан Шведски, раније маршал под Наполеоном, након што је постао регент и пријестолонасљедник Шведске, придружио се Шестој коалицији против Наполеона.
- Богислав Фридрих Емануел фон Тауенцин
- Лудвиг Јорк фон Вартенбург

## Велики крст 1870.
Гвоздени крст обновљен је 19. јула 1870. за Француско-пруски рат. Девет особа је примило Велики крст Гвозденог крста 1870. за службу током тог рата. Седам великих крстова додијељено је 22. марта 1871:
- пријестолонасљедник Алберт Саксонски
- Аугуст Карл фон Гебен
- Едвин Фрајхер фон Мантојфел
- гроф Хелмут фон Молтке Старији
- принц Фридрих Карл Пруски
- пријестолонасљедник Фридрих Вилхелм Пруски
- гроф Аугуст фон Вердер

Кајзер Вилхелм I примио је одликовање 16. јуна 1871, а велики војвода Мекленбуг-Шверина Фридрих Франц II примио је 4. децембра 1871. године. Кајзер је био врховни командант Пруске војске, а Молтке начелник Генералштаба. Остали су били више борбени команданти Пруске војске (пријестолонасљедник Алберт је у почетку командовао Саском војском, али је касније преузео команду над комбинованом Пруско-саском пољском војском).

## Велики крст 1914.
Гвоздени крст је поново обновљен 5. августа 1914. године. У Првом свјетском рату било је пет прималаца Великог крста 1914:
- кајзер Вилхелм II
- Паул фон Хинденбург, касније такође одликован и Звијездом Великог крста Гвозденог крста
- Ерих Лудендорф
- принц Леополд Баварски
- Аугуст фон Макензен

## Велики крст 1939.
Адолф Хитлер обновио је Гвоздени крст као њемачко одликовање у септембру 1939, са Великим крстом као највишим степеном (изнад различитих класа Витешког крста).
Херман Геринг постао је једини прималац Великог крста Гвозденог крста током Другог свјетског рата када му је додијељен 19. јула 1940. за улогу врховног команданта Луфтвафеа који их је предводио до побједе у француској кампањи.
Верзија више Звијезде Великог крста Гвозденог крста из Другог свјетског рата је осмишљена, али никада није формално установљена или додијељена. Послије савезничке побједе у мају 1945, америчка војска заплијенила је једини познати прототип, који је сада дио колекције Музеја Војне академије Сједињених Држава у Вест Поинту у Њујорку.